# Флорес, Феликсберто Камачо
Феликсберто Камачо Флорес (23 января 1921 — 25 октября 1985) — римско-католический прелат, который служил архиепископом Аганьи с 21 апреля 1971 года до своей смерти.
Родился в Аганье, Гуам. Флорес был рукоположен в сан священника 30 апреля 1945 года в ордене капуцинов. 5 февраля 1970 года он был назначен апостольским администратором Аганьи и титульным епископом Стагнума и был посвящен 17 мая 1970 года. 24 мая 1971 года он был назначен епископом епархии Аганья, а затем был назначен архиепископом Аганьи. Он умер, ещё находясь на своем посту.